# Saitama (thành phố)
Thành phố Saitama (さいたま市 (Saitama thị) Saitama-shi) là thành phố đông dân nhất (1,18 triệu người) và là trung tâm hành chính của tỉnh Saitama, vùng Kanto trên đảo Honshu của Nhật Bản.
Mặc dù cùng đọc là "Saitama", nhưng trong văn viết và các văn bản hành chính thì tên chính thức của tỉnh Saitama được viết theo Kanji là 埼玉 - "Kỳ Ngọc", còn tên chính thức của thành phố Saitama chỉ được viết theo Hiragana là さいたま.

## Địa lý
Thành phố nằm ở phía Đông Nam tỉnh Saitama, cách trung tâm Tokyo chừng 20-30 km. Thành phố có diện tích 217,49 km².

## Lịch sử
- Tháng 5/2001, thành phố Saitama được thành lập trên cơ sở sáp nhập ba thành phố liền kề Urawa, Omiya, và Yono. Cùng thời gian, thành phố được thừa kế vị trí thành phố cấp vùng về nghiệp vụ đô thị của vùng thủ đô Tokyo từ Urawa và Omiya.
- Tháng 1/2003, thành phố được công nhận là đô thị quốc gia của Nhật Bản.
- Tháng 4/2005, thành phố Saitama và thành phố liền kề Iwatsuki sáp nhập vào thành phố mới vẫn lấy tên Saitama.

## Hành chính
Thành phố chia làm 10 khu.

## Kinh tế
Nền kinh tế thành phố Saitama lấy khu vực dịch vụ làm trung tâm